# Gottlieb Hering
Gottlieb Hering (Warmbronn, 2 de junio de 1887 - Stetten im Remstal, 9 de octubre de 1945) fue un oficial nazi miembro de la Schutzstaffel (SS) durante la Segunda Guerra Mundial. Tomó parte en la llamada Aktion T4, y también sirvió como segundo y último comandante del Campo de exterminio de Bełżec.

## Biografía
Hering nació en Warmbronn, un distrito de la ciudad de Leonberg. Entre 1907 y 1909 realizó el servicio militar en el 20.º Regimiento de Ulanos "Rey Guillermo I", que Hering decidió alargar otros tres años de forma voluntaria. En 1914, año en que contrajo matrimonio, estalló la Primera Guerra Mundial. Hering participó en el conflicto, combatiendo en el Frente Occidental entre 1915 y 1918. Por sus servicios ascendió al rango de sargento y fue condecorado con la Cruz de Hierro de primera clase. 
Al final de la contienda se unió brevemente a la Schutzpolizei, y a partir de 1919 pasó a formar parte de la Kriminalpolizei (KriPo) de Göppingen, cerca de Stuttgart. Durante los tiempos de la República de Weimar reprimió duramente a los militantes del Partido Nacionalsocialista, así como a sus milicias paramilitares: la SA y la SS. Cuando los nazis tomaron el poder en 1933, muchas voces exigieron que Hering fuera expulsado de la policía. Sin embargo, Hering mantenía desde hacía muchos años amistad con el nazi Christian Wirth, lo que le salvó de las represelias. En mayo de 1933 se unió al NSDAP y continuó con su carrera en la KriPo. Tras el comienzo de la Segunda Guerra Mundial, fue transferido a Gotenhafen en diciembre de 1939, con la misión de asentar Volksdeutsche en la Polonia ocupada.

### Acción T4
Hacia finales de 1940, Hering ocupó varios puestos en el programa de eutanasia Action T4. Habiendo completado sus órdenes en Gdynia, fue transferido primero para trabajar en el centro de exterminio nazi de Sonnenstein, en Sajonia, donde Hering sirvió como ayudante supervisor de un oficial de policía. Después de Sonnenstein, Hering fue nombrado oficial encargado del Centro de exterminio nazi de Hartheim. También estaría destinado en las oficinas de registro de los centros de exterminio nazis de Bernburg y Hadamar.

### Operación Reinhard
Después del programa de Eutanasia, Hering sirvió brevemente en la delegación del Sicherheitsdienst en Praga, en junio de 1942, y posteriormente fue transferido a Lublin, en la Polonia ocupada, para participar en la Operación Reinhard. A finales de agosto reemplazó a Christian Wirth como comandante del Campo de exterminio de Bełżec, cargo que mantuvo hasta la clausura del campo en junio de 1943. Heinrich Himmler visitó los campos de la Operación Reinhard, en marzo de 1943, y quedó tan impresionado por el trabajo de Hering que éste sería ascendido al rango de SS-Hauptsturmführer (capitán). El SS-Scharführer Heinrich Unverhau, que había servido en Bełżec, más adelante llegó a testificar: "Hering y Wirth eran definitivamente mala gente, y todo el personal del campamento tenía miedo de ellos...He oído que Hering disparó a dos guardias ucranianos que expresaron su descontento con lo que estaba pasando en Bełżec".

### Últimos años
Después de la finalización de la Operación Reinhard y el cierre del campo de Bełżec en junio de 1943, Hering permaneció como comandante del Campo de concentración de Poniatowa, reasignado como un subcampo de Majdanek desde el campo de trabajos forzados para apoyar el esfuerzo de guerra alemán. Entre el 3 y 4 de noviembre de 1943 la policía alemana asesinó a todos los judíos supervivientes en Poniatowa durante la llamada Aktion Erntefest. Hering, entonces, fue enviado a la ciudad italiana de Trieste y se unió a otros oficiales de las SS que habían participado en la Operación Reinhard que ya se encontraban allí.
Tras el final de la contienda, y después de haber sido capturado, el 9 de octubre de 1945, Gottlieb Hering murió de unas misteriosas complicaciones en la sala de espera del Hospital de Santa Catalina en Stetten im Remstal.